# Герб Рафалівки
Герб Рафалівки — офіційний символ смт Рафалівка Володимирецького району Рівненської області. Затверджений рішенням сесії Рафалівської селищної ради від 29 червня 2000 року.

## Опис (блазон)
У червоному полі повернута золота голова лося, над нею у крижі два перехрещені срібні залізничні костилі.

## Зміст
Лось відображає особливості місцевої фауни, а залізничні костилі — основну галузь, що сприяла виникненню та розвитку поселення.

## Автори
Автори — А. Б. Гречило та Ю. П. Терлецький.